# Anrijs Matīss
Anrijs Matīss, né le 13 septembre 1973 à Riga, est un homme politique letton, ministre des Transports entre mars 2013 et février 2016.

## Biographie
Le 31 janvier 2008, à 34 ans, il est nommé secrétaire d'État du ministère des Affaires économiques. Il abandonne ce poste le 15 décembre 2009 pour devenir secrétaire d'État du ministère des Transports.
À la suite de la démission d'Aivis Ronis,il est nommé ministre des Transports le 1er mars 2013. Il présente sa démission le 4 novembre 2015, sans qu'un successeur ne lui soit désigné. Lors de la formation du gouvernement de centre-droit de Māris Kučinskis le 11 février 2016, il est remplacé par Uldis Augulis.